# Tanacetum grigorjewii
Tanacetum grigorjewii là một loài thực vật có hoa trong họ Cúc. Loài này được Krassn. miêu tả khoa học đầu tiên.